# Beata Jałocha
Beata Jałocha – badaczka zarządzania, specjalizująca się w obszarze zarządzania projektami oraz projektyzacji, a także partycypacyjnych formach realizacji badań. Profesor Uniwersytetu Jagiellońskiego, doktor habilitowana w dyscyplinie nauki o zarządzaniu i jakości.

## Życiorys
Pracę magisterską pt. Zarządzanie komunikacją w międzynarodowych projektach kulturalnych na przykładzie programu Kultura 2000 obroniła z wyróżnieniem w roku 2006 w Instytucie Spraw Publicznych Uniwersytetu Jagiellońskiego (kierunek: Zarządzanie i marketing).
W roku 2012 uzyskała stopień doktora nauk humanistycznych w dyscyplinie nauki o zarządzaniu (tytuł dysertacji: Zarządzanie portfelem projektów – koncepcje biznesowe a potrzeby instytucji publicznych na przykładzie instytucji rynku pracy). Promotorką pracy była prof. dr hab. Grażyna Prawelska-Skrzypek.
W 2022 roku uzyskała stopień doktora habilitowanego w dyscyplinie nauki o zarządzaniu i jakości, na podstawie dorobku naukowego i monografii zatytułowanej Projektyzacja sektora publicznego w Polsce. Przyczyny, przebieg, rezultaty.
Ukończyła kurs podyplomowy w CLEA Center for Transdisciplinary Research na Vrije Universiteit Brussel w Belgii (2022). Była stypendystką w Bordeaux École de Management we Francji (2004).
Specjalizuje się w badaniach z obszaru zarządzania projektami, a w szczególności badaniach nad projektyzacją. Badania nad procesami projektyzacyjnymi realizuje nieprzerwanie od roku 2012. Jest autorką licznych publikacji dotyczących przemian organizacyjnych i społecznych mających miejsce pod wpływem projektów, szczególnie w obszarze sektora publicznego. Prowadzi też badania i angażuje się w projekty badawczo-wdrożeniowe oparte na partycypacyjnych formach współpracy (Action Research, Living Lab).
Jest członkinią Komitetu Naukoznawstwa PAN na kadencję 2023-2026.
Kierowniczka i członkini zespołów projektowych, finansowanych ze środków m.in. NCN, POWER, Leonardo da Vinci Transfer of Innovation.